# Autopista Hanshin
La Autopista Hanshin (阪神高速道路 Hanshin Kōsoku-dōro?) es una red de autopistas en Osaka, Kobe y Kioto en Japón, operada por Hanshin Expressway Company, Limited (阪神高速道路株式会社|Hanshin Kōsoku-dōro Kabushiki-gaisha).

## Rutas de la Autopista Hanshin

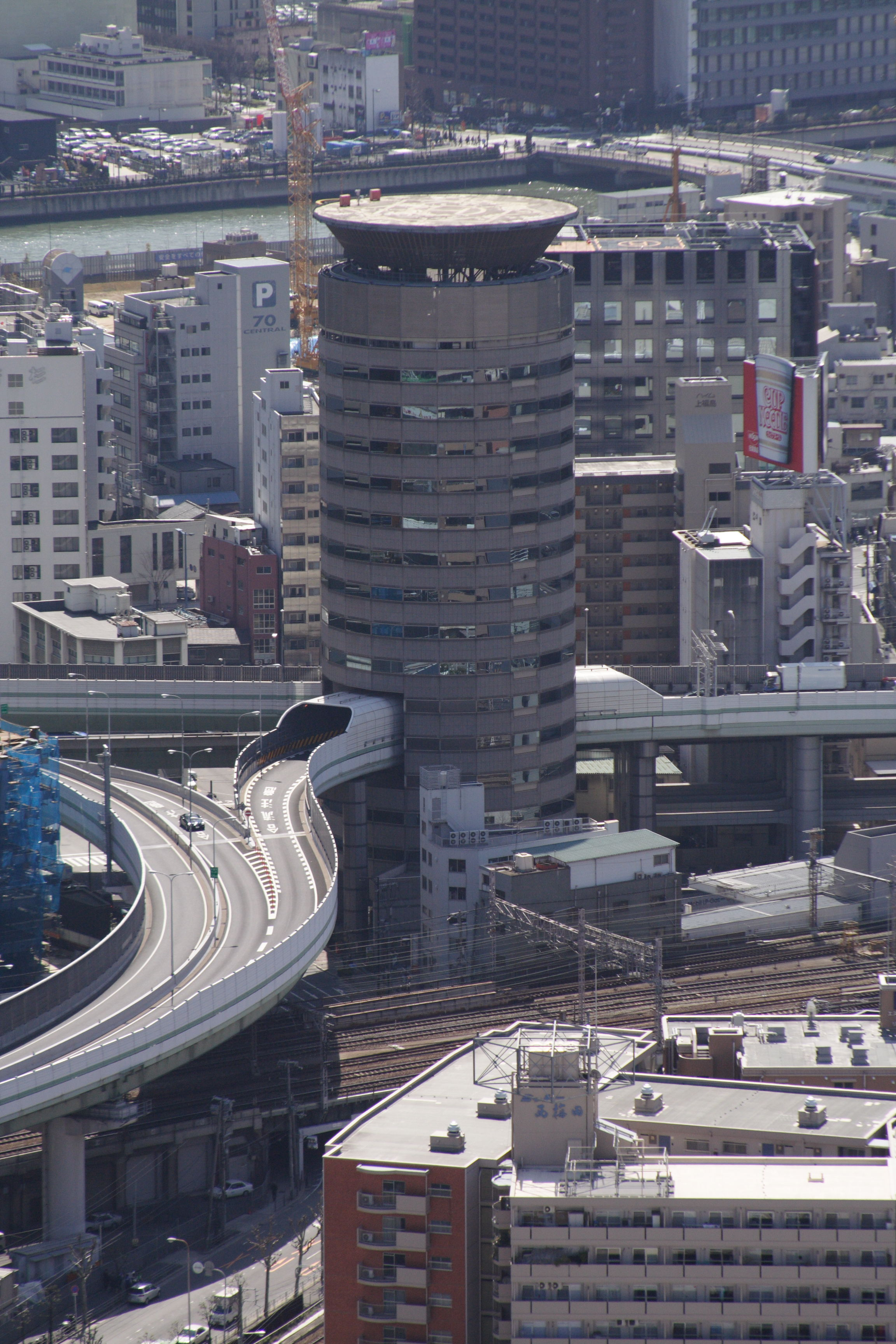
Ruta 11 - Ruta Ikeda, Intercambiador 11-03 Umeda pasando por los pisos 5º a 7º de Gate Tower Building en Osaka.

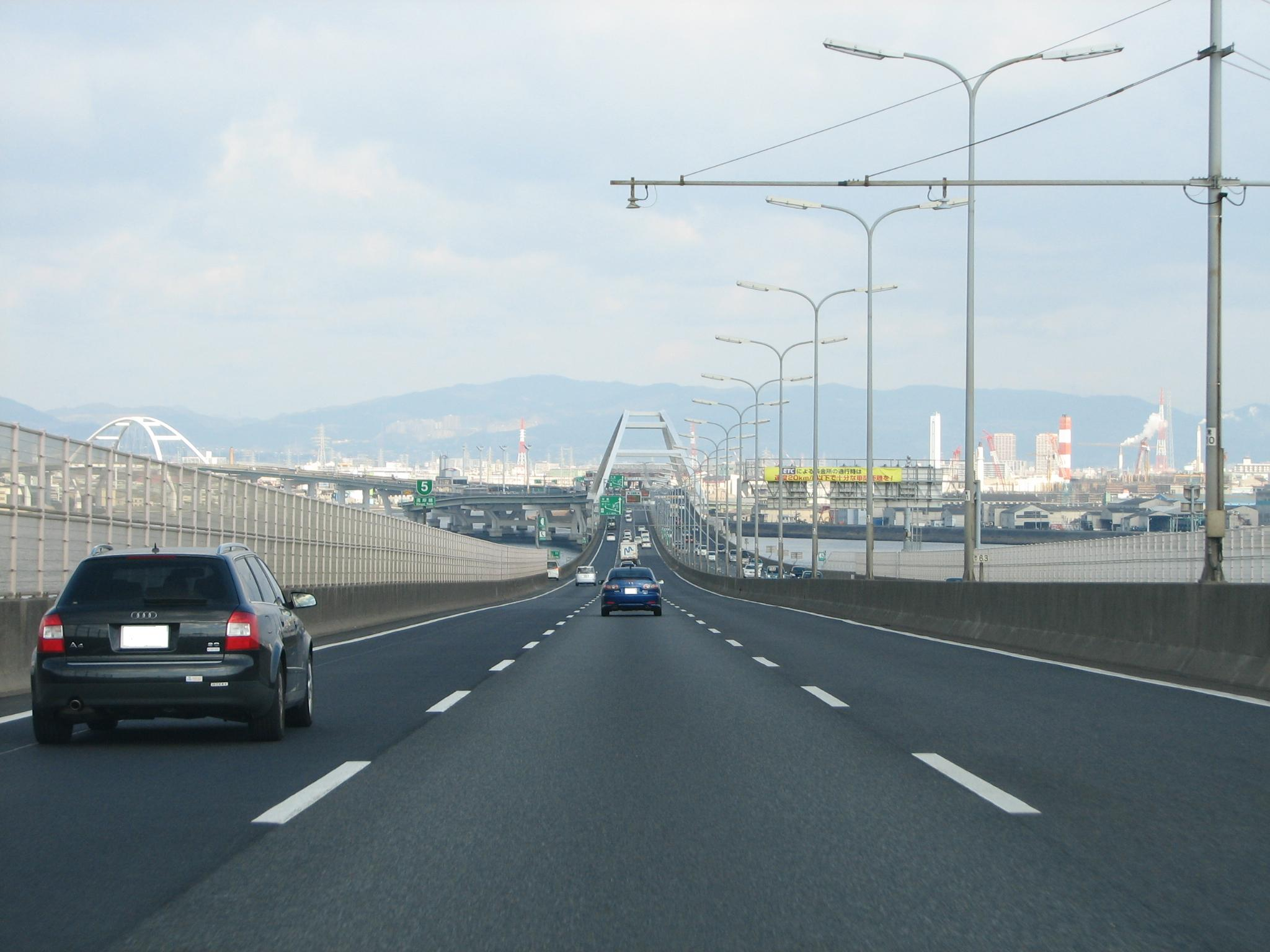
Ruta 5 - Ruta Wangan (Bahía).

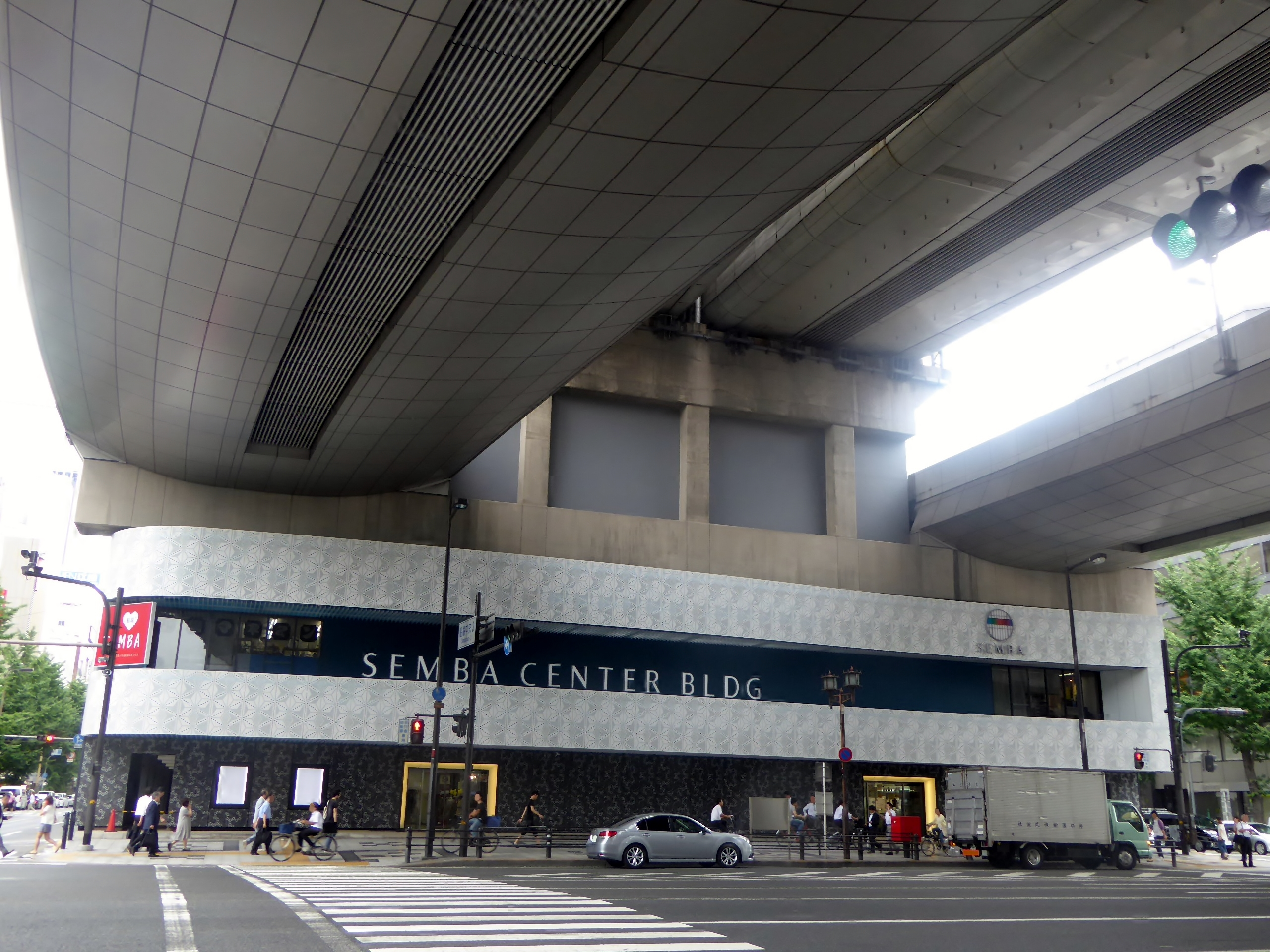
Ruta 13 - Ruta Higashi Ōsaka (Senba Center Building).

- IC - Intercambiador, JCT - Cruce intercambiador.

 Ruta Loop. Ruta anular Osaka. Minatomachi.
 Ruta Yodogawa Sagan. Ruta desde JCT Hokkō a JCT Kadoma. Universal Studios Japan.
 Ruta Kōbe. Ruta desde JCT Awaza a IC Tsukimiyama. Parque Meriken & Aeropuerto de Kōbe.
 Ruta Wangan. Ruta desde IC Tenpōzan a JCT Rinkū. Aeropuerto Internacional de Kansai.
 Ruta Wangan. Ruta desde IC NankōKita a IC Rokkō Island-Kita. Acuario de Osaka & Isla Rokkō.
 Ruta Wangan (Tarumi). Ruta desde JCT Myōdani a JCT Tarumi. Gran Puente de Akashi Kaikyō & Isla Awaji.
 Ruta Yamatogawa. Ruta desde JCT Sanbō a JCT Miyake.
 Ruta Kita Kōbe. Ruta desde JCT Ikawadani a JCT Yanagidani. Onsen de Arima.
 Ruta Kioto. Ruta desde IC Yamashina a IC Fushimi. Fushimi Inari-taisha
 Ruta Ikeda. Ruta desde IC Nakanoshima a IC Ikeda-Kibe dai 2. Gate Tower Building & Aeropuerto Internacional de Osaka.
 Ruta Moriguchi. Ruta desde MinamiMori-machi a JCT Moriguchi.
 Ruta Higashi Ōsaka. Ruta desde IC Hōenzaka a IC Mizuhai. Castillo de Osaka
 Ruta Matsubara. Ruta desde IC Tennō-ji a JCT Matsubara. Shitennō-ji, Shinsekai & Abeno Harukas.
 Ruta Sakai. Ruta desde IC Minatomachi a IC Sakai.
 Ruta Ōsaka Kō. Ruta desde IC Awaza a IC NankōKita.
 Ruta Nishi Ōsaka. Ruta desde IC Kitatsumori a IC Bentenchō.
 Ruta Kōbe Yamate. Ruta desde JCT Minatogawa a IC Myōhōji.
 Ruta Shin Kōbe Tunnel. Ruta desde IC Ninomiya a JCT Minotani.

## Historia
Su construcción comenzó en 1962, las vías comprenden un total de 239,3 km de extensión.
Se presentó pérdidas en algunas vías en el Gran terremoto de Hanshin-Awaji de 1995.